# La Montée au Golgotha
Pour plus de détails, voir Fiche technique et Distribution.
La Montée au Golgotha (Ο Ανήφορος του Γολγοθά (O Aniforos tou Golgotha)) est un film grec réalisé dans la seconde moitié des années 1910 par Dímos Vratsános.
Le film est resté inachevé. Cependant, les bobines existantes finirent par être récupérées et, à partir du script original, un nouveau montage fut proposé et projeté, à titre documentaire sous le titre La Passion du Christ.

## Synopsis
Une jeune femme, élève dans un couvent des Cyclades, a des visions et revit la Passion du Christ.

## Fiche technique
- Titre : La Montée au Golgotha
- Titre original : Ο Ανήφορος του Γολγοθά (O Aniforos tou Golgotha)
- Réalisation : Dímos Vratsános
- Scénario : Dímos Vratsános
- Photographie : Joseph Hepp
- Société(s) de production : Asty Film
- Pays d'origine :  Grèce
- Langue : grec
- Format :  Noir et blanc - Muet
- Genre : Drame

## Distribution
- Giorgos Poutis
- Aris Malliagros
- Oikonomou
- Marina Philippidou